# 中山路 (沈阳)
41°47′37″N 123°23′59″E / 41.79372°N 123.39965°E

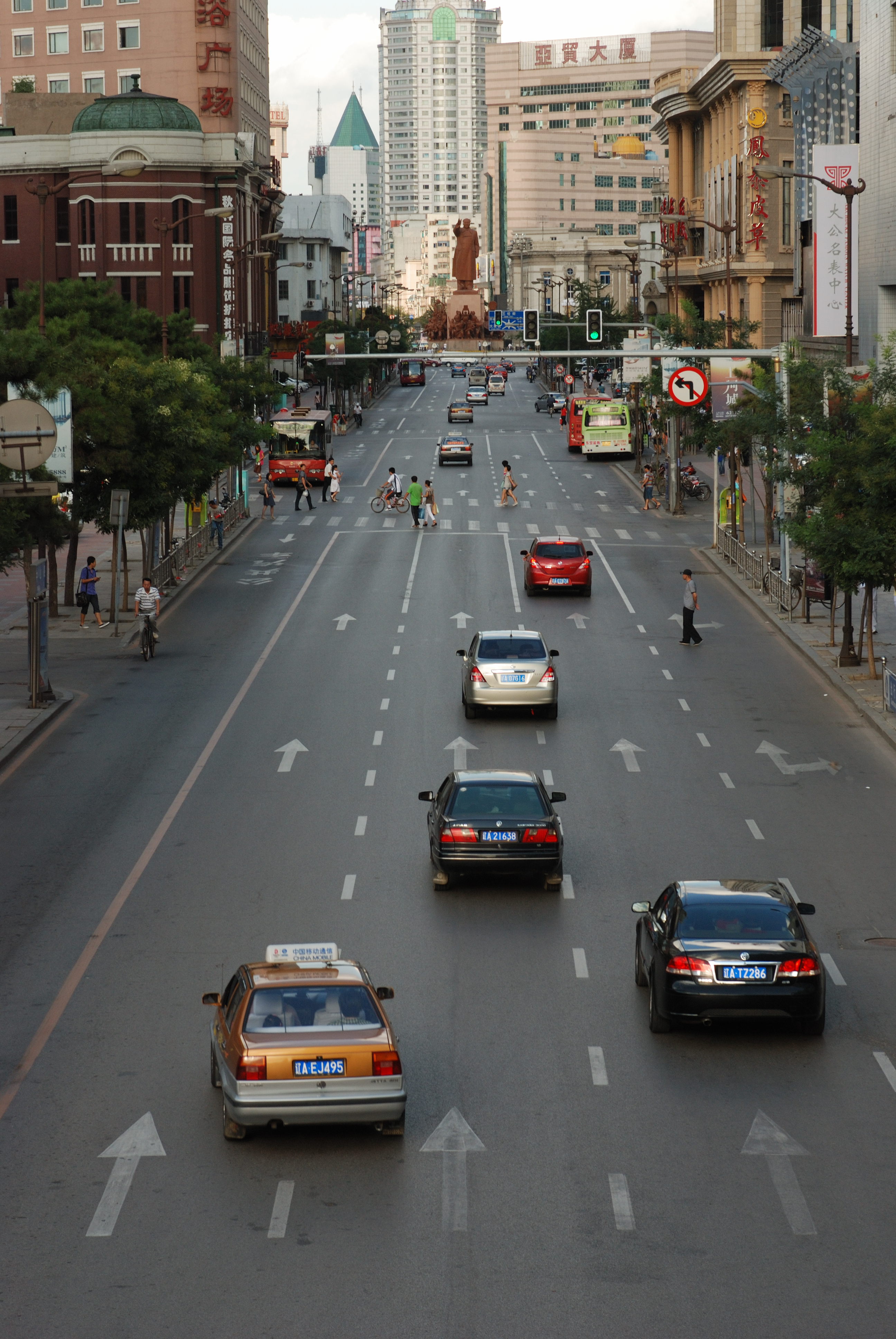
从中山路眺望中山广场

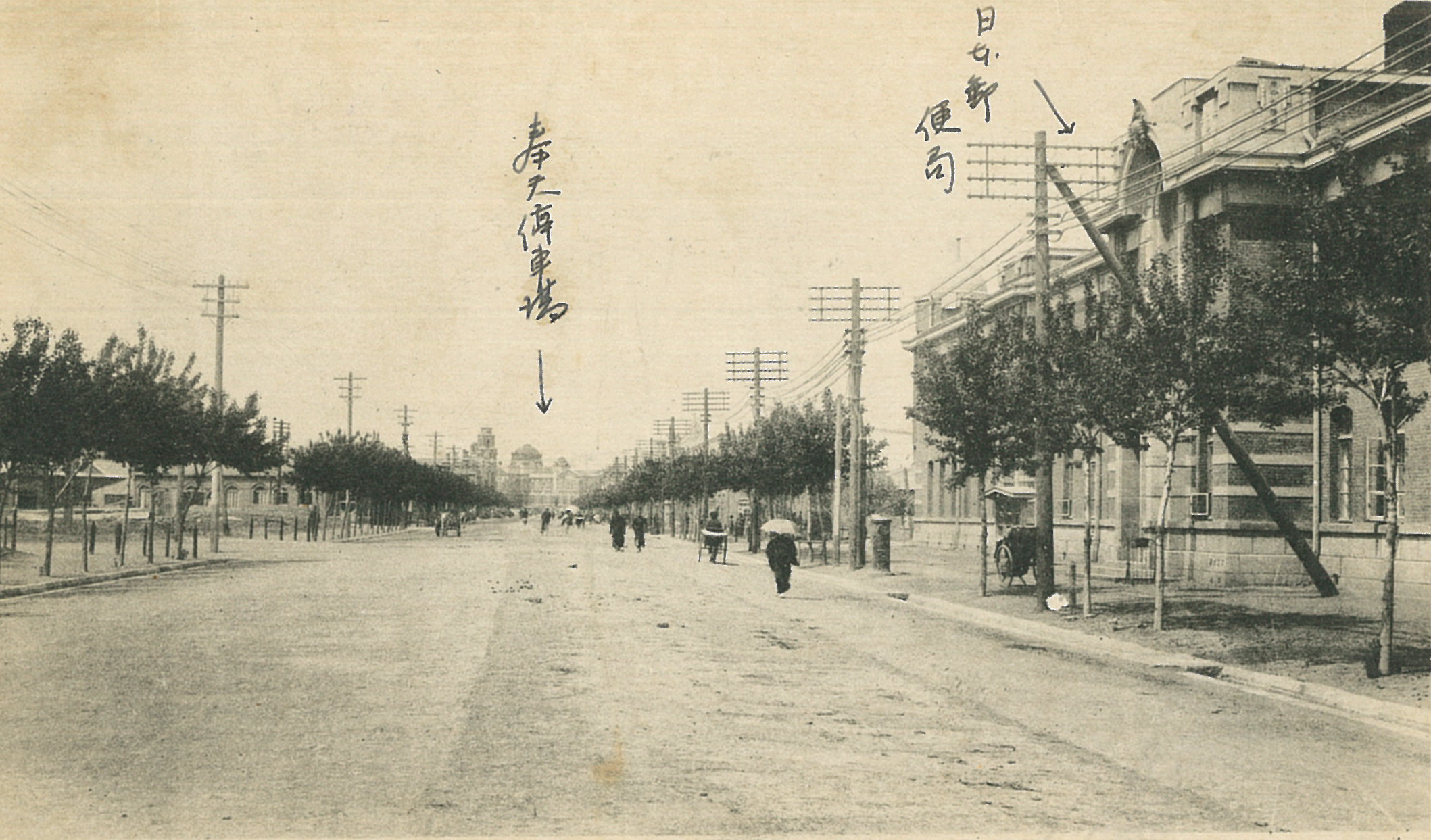
1920年左右的浪速通，自奉天邮便局附近望向奉天站

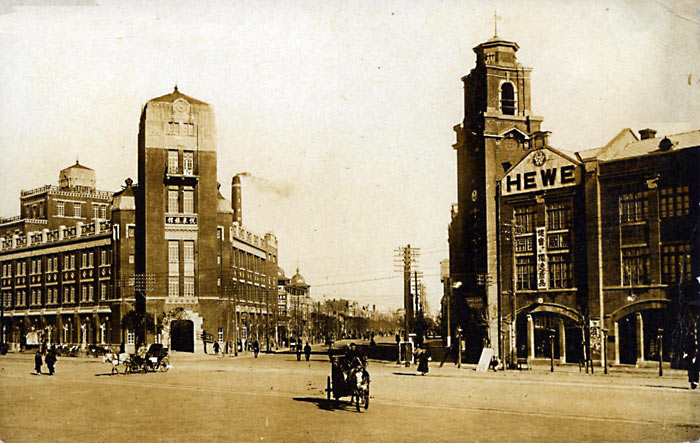
1930年的浪速通，自奉天站向东望

中山路是中国辽宁省沈阳市主要干道之一。中山路西起胜利大街，东至青年大街与小西路相连，中部与南京北街交叉并与太原北街、青年大街等街呈丁字形相交。跨和平、沈河两区。沿路有沈阳站、中山广场、沈阳迎宾馆等。
1907年，日本从俄国手中接管南满铁路后，在奉天驿（沈阳站）前开辟铁路附属地，中山路是其中一条主要街道，开辟于1912年，最初命名为昭德大街，1919年改为浪速通。
中山路靠近沈阳站一端有大量满铁附属地时代的日本建筑存留，立面样式保存基本完好，一部分经过改造，例如在墙壁上开窗。:260
有114、115、123、125、129、210、216、220、232、249、271、277、324、328、502、铁西新区1线、环路等公交车。